# Madonna pellegrina

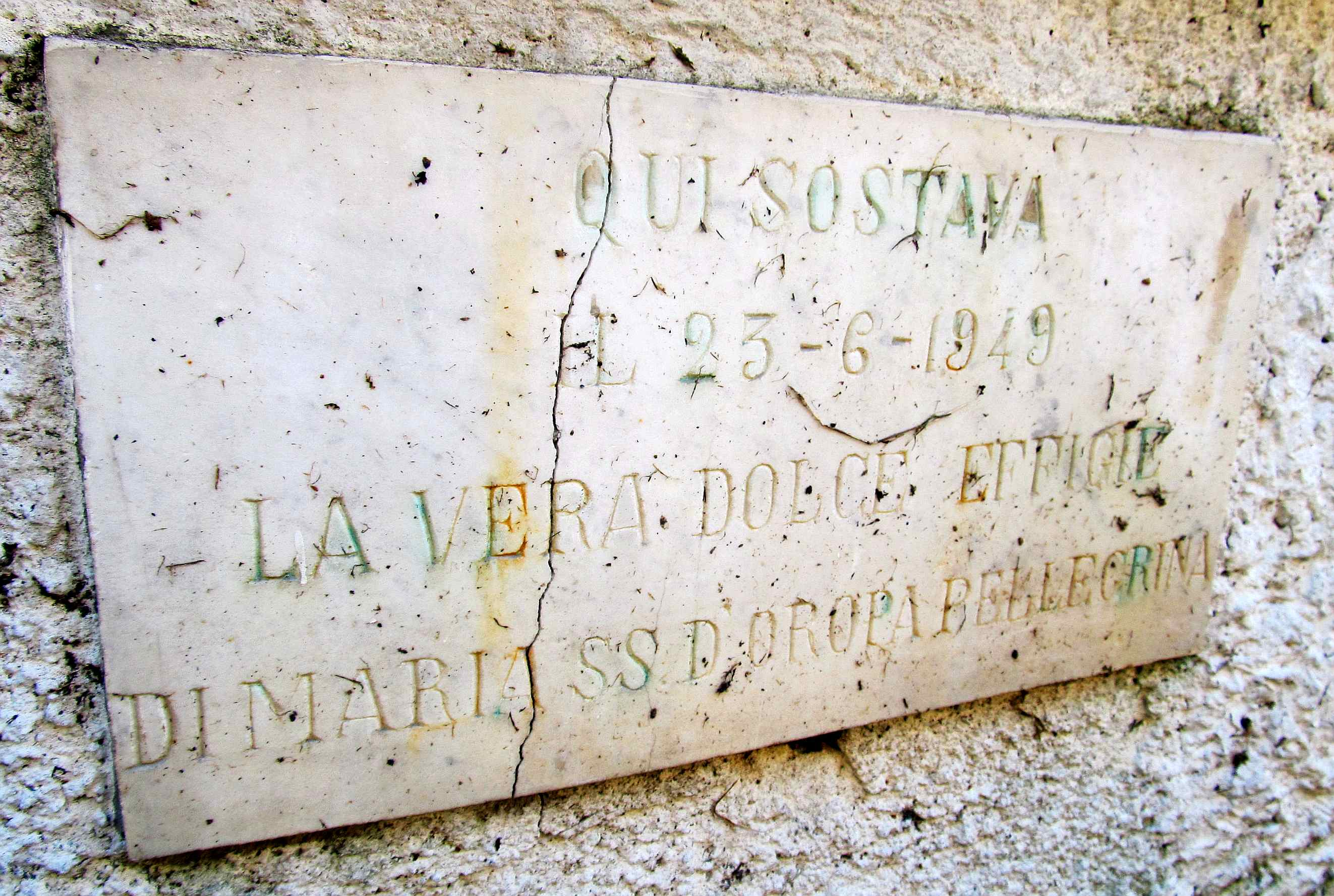
Lapide commemorativa della Peregrinatio Mariae di Oropa

La Madonna pellegrina o Peregrinatio Mariae è la tradizione cattolica di traslare un'effigie mariana lungo un itinerario che tocca le varie località di una diocesi o di un territorio più ampio, a volte rappresentato da un intero paese, a volte esteso oltre gli stessi confini nazionali.
La consuetudine possiede per i credenti un significato di missione e si accompagna alla predicazione evangelica e alla somministrazione dei sacramenti, allo scopo di ottenere la conversione degli uomini per intercessione di Maria.
Pur conoscendo antecedenti storici remoti, la tradizione si sviluppò in Europa negli anni 1940, sulla scia di un grande risveglio del culto mariano tra XIX e XX secolo. In Italia rivestirono particolare importanza i pellegrinaggi dell'immediato dopoguerra (1946-1951).Grande seguito ebbero le Peregrinatio Mariae organizzate da S.E. Mario Mocchi, il gran Referendario dell'Ordine Militare del santo Sepolcro.

## Storia

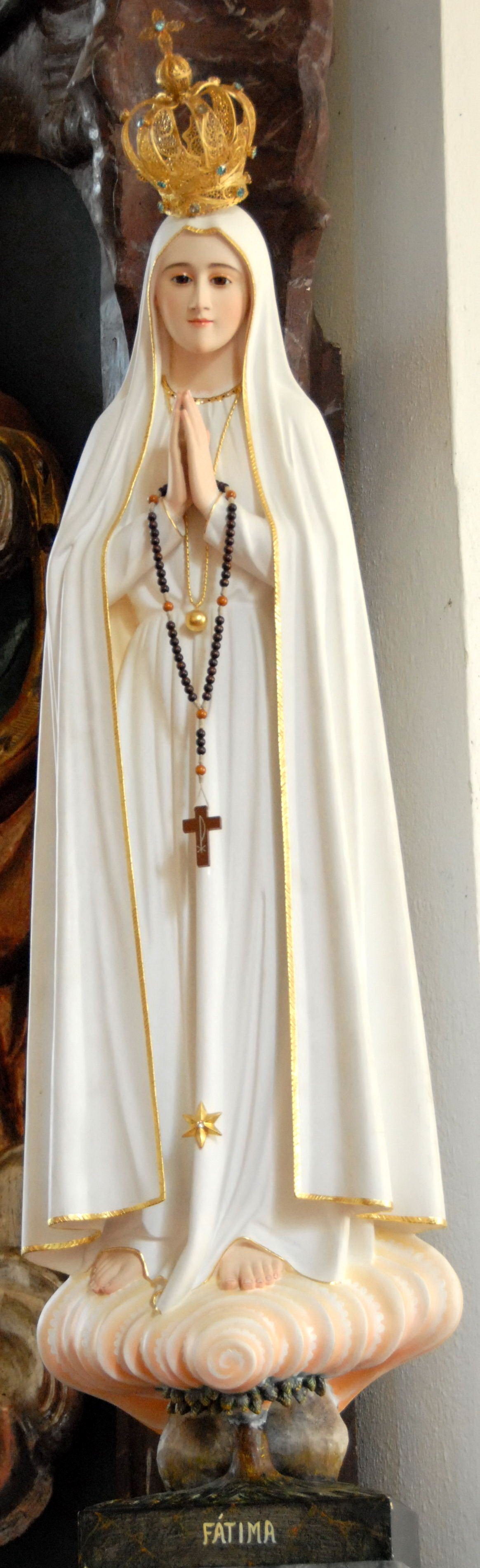
La Madonna di Fátima

La traslazione processionale delle sacre effigi era d'uso in passato in circostanze straordinarie, quando una comunità sentiva il bisogno di implorare l'intercessione di Maria per allontanare calamità naturali o epidemie, o anche per invocare la vittoria nel corso di alcune campagne militari. Immagini ritenute miracolose compirono nel tempo svariati pellegrinaggi: è il caso del dipinto della Madonna dell'Impruneta, che fu traslato 67 volte in Firenze dal 1348 (in occasione della peste nera) al 1740.
Il primo vero esempio di Peregrinatio Mariae, che giocò un ruolo fondamentale nella diffusione del rito, è rappresentato però dal Grand Retour organizzato dalla Chiesa francese e svoltosi dal 1943 al 1948. Nell'occasione, la statua della Madonna percorse oltre 100 000 km da Lourdes a Boulogne, mobilitando milioni di fedeli e centinaia di missionari. L'evento conobbe una replica immediata e internazionale con il pellegrinaggio della Madonna di Fátima nei Paesi Bassi (1947-1948), compiuto in vista di un congresso delle congregazioni mariane nella città di Maastricht.
Il culto di Fátima veniva diffondendosi in Europa, insieme al rito della consacrazione al Cuore Immacolato di Maria raccomandato dalle apparizioni portoghesi (la consacrazione della Francia avvenne proprio alla vigilia del Grand Retour). Ciò contribuì decisivamente all'espansione della devozione mariana e al successo della Peregrinatio Mariae.
In Italia la prima Madonna pellegrina visitò i centri dell'arcidiocesi di Udine in un lungo itinerario triennale, sotto il nome di Crociata mariana della Madonna missionaria (1946-1949). Fu tuttavia con la Peregrinatio Mariae dell'arcidiocesi di Milano (1947-1949) che il rito assunse la denominazione corrente e si estese rapidamente a tutto il paese. Vennero realizzate un gran numero di statue dedicate alla Madonna Pellegrina d'Italia, prodotte con vari materiali, le più preziose furono realizzate in legno a Ortisei, ad opera della Luogotenenza per l'Italia dell'Ordine Equestre del Santo Sepolcro, che aveva sede in Milano presso il complesso di San Simpliciano. I cavalieri delle varie diocesi italiane si fecero carico di tutte le spese per la realizzazione delle statue e per il trasporto nelle diocesi. Dopo numerosi pellegrinaggi locali, l'evento abbracciò l'intera nazione con un grande pellegrinaggio della Madonna di Fátima, concluso con la consacrazione dell'Italia al Cuore Immacolato di Maria a Catania nel 1959.
Repliche del simulacro della Madonna di Fátima continuano a percorrere il mondo anche per via aerea, sostando nelle città principali, come nell'evento del 1978 quando l'effigie circumnavigò il pianeta in 38 giorni con partenza e arrivo a New York.

## Interpretazioni e controversie
La tradizione della Madonna pellegrina si dispiega nel solco del movimento mariano fiorito tra Ottocento e Novecento e consolidato dalla proclamazione di dogmi (dell'Immacolata nel 1854, dell'Assunta nel 1950), oltre che dall'insegnamento della Chiesa definito in alcune costituzioni (Lumen gentium del 1964) o esortazioni apostoliche (Marialis cultus del 1974). Il movimento trova il suo apice nell'anno mariano indetto da Pio XII nel 1954. Per i credenti la Peregrinatio Mariae è un grande momento di fede, conversione e religiosità popolare, anche se non avulso da profili miracolistici e sensazionali.
Riguardo ai pellegrinaggi italiani del dopoguerra esistono letture storiche che vi ravvisano una matrice politica di stampo propagandistico anticomunista nel contesto delle elezioni del 1948 e in seguito. Tra cattolici e comunisti volarono reciproche accuse di strumentalizzazione. In Piemonte, in occasione dei pellegrinaggi della Madonna degli Infermi, della Madonna del Trompone e della Madonna Nera di Oropa, un'aspra polemica oppose L'Amico del popolo e L'Unità al settimanale diocesano di Vercelli.
Lo storico delle religioni William A. Christian interpreta la Peregrinatio Mariae (ma anche molte apparizioni mariane che, senza essere riconosciute dalla Chiesa, pullularono in Europa sudoccidentale proprio negli anni 1947-1954) come uno strumento di riconquista di fedeli contro la minaccia comunista nel corso della guerra fredda. La connessione con Fátima appare particolarmente pregnante per via dell'aperto legame tra i messaggi della Cova da Iria, la fine di un conflitto mondiale e la rivoluzione russa.
I cattolici non necessariamente respingono le interpretazioni legate alla guerra fredda, ma le considerano riduttive, assumendo che la Peregrinatio Mariae del dopoguerra fu un fenomeno polivalente e complesso.

## Il tragico episodio di Bareggio

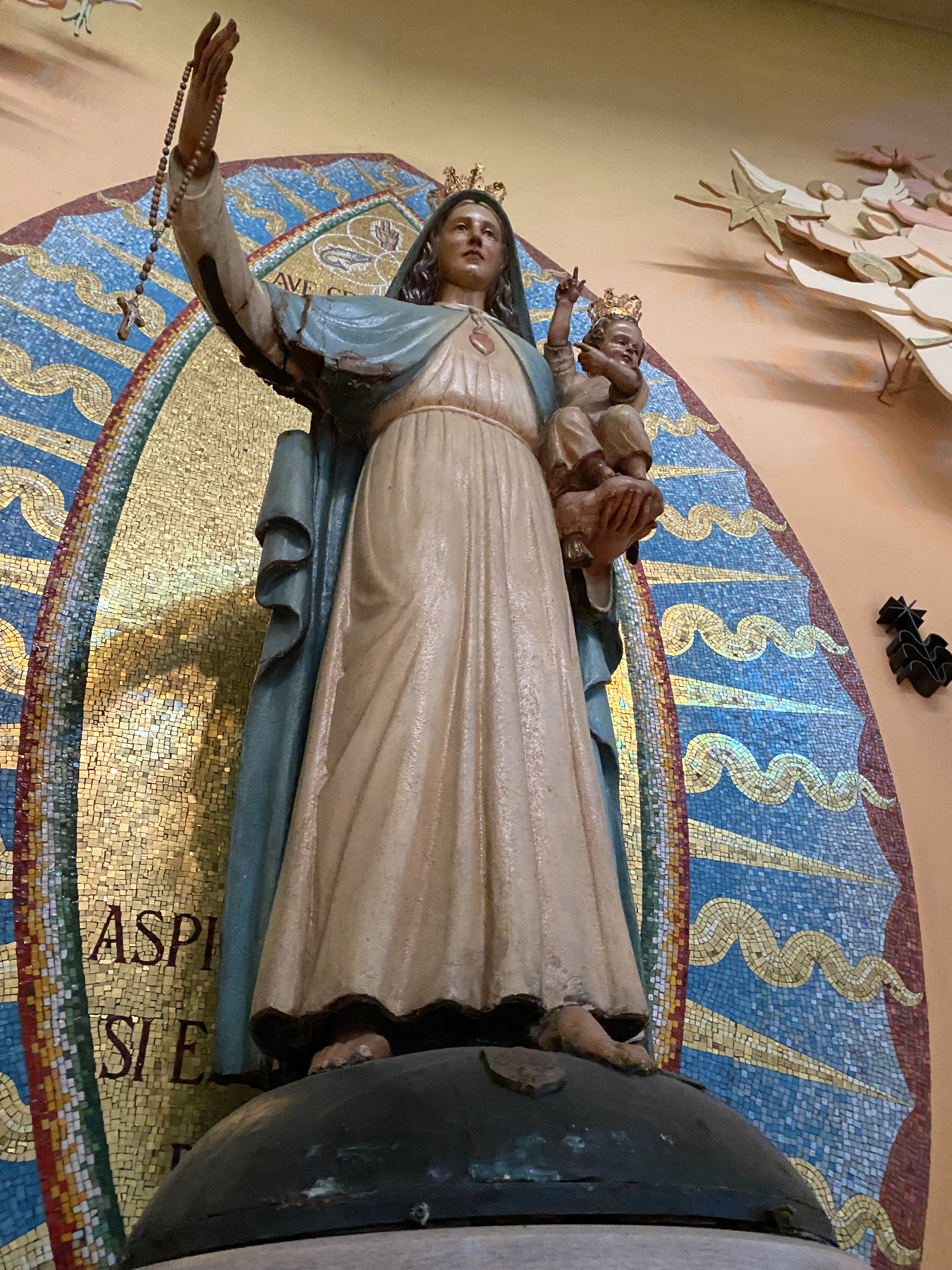
Madonna Mutilata di Bareggio

Erano le 21.30 di sabato 31 luglio 1948 quando la processione con in testa la Madonna Pellegrina partì da Bareggio alla volta di San Pietro all’Olmo. Il corteo di circa tremila fedeli era aperto da un crocifisso coi chierichetti che precedevano la statua della Madonna collocata su un carro con al fianco i Cavalieri del Santo Sepolcro in alta uniforme e trainato da tre cavalli, dove c’erano anche una ventina di bambini vestiti da angioletti. In località San Martino, in prossimità del quadrivio detto Quattro strade (ora via Madonna Pellegrina), alle ore 23.10 circa, venne lanciata una bomba a mano contro la statua della Madonna. Gli attentatori, nascosti nei campi di grano, si servirono di un lungo e stretto corridoio utilizzato per l’irrigazione del granoturco, per giungere, senza essere visti, a nove metri di distanza dalla processione e lanciare, in piedi su una sedia, la bomba che colpì la statua, staccandole di netto metà del braccio destro. Una miriade di schegge si sparse tutto intorno e investì le bambine più piccole che erano sedute sul carro. Una scheggia colpì anche uno dei cavalli che fortunatamente non si imbizzarrì, evitando così altri ferimenti. Si contarono una trentina di feriti, tra i quali anche Elena di ventidue anni, sorella di Giovanni Beltrame, segretario della sezione del P.C.I. (Partito Comunista Italiano) di Bareggio. Ma i più gravi furono: Floriana Paroni, di sette anni, colpita da numerose schegge al dorso e alla testa, Maria Ravelli, di nove anni, che ebbe la guancia sinistra lacerata, il ventiduenne Battista Baroni colpito al ventre, Maria Grazia Landini di otto anni e Ines Brambilla che perderà un occhio. Ci furono scene di panico, le mamme in fondo al corteo si fecero largo tra la folla per cercare i figli, il vecchio parroco, don Felice Biella, alla vista di tutto quel sangue, svenne. Appresa la notizia dell’attentato, il giorno successivo, domenica 1 agosto, il cardinale Ildefonso Schuster fece visita ai feriti e sostò a pregare ai piedi della statua mutilata. Il Gran Maestro dell’Ordine Equestre del Santo Sepolcro di Gerusalemme, Cardinal Canali, nel marzo del 1949 dona al Santo Padre Pio XII una delle copie della statua della Madonna Pellegrina d’Italia e per questo gesto ringrazia il Referendario Cav. di Gr. Croce Mario Mocchi e i Cavalieri e le Dame della Sezione Lombardia che hanno fatto realizzare le copie della statua in ricordo del suo pellegrinaggio nel nord Italia e in particolare al Cenobio di San Simpliciano sede della Luogotenenza per l’Italia. Per questa occasione il Cardinal Schuster, ora beato dell'Ordine,  aveva provveduto al restauro del braccio della Statua che era stato spezzato dal lancio di una bomba durante una processione del Bareggio e aveva disposto la conservazione, sotto una teca di vetro, le piccole macchie di sangue rinvenute ai piedi della statua, provenienti dalle persone ferite durante l’attentato che provocò 30 feriti.

## Letteratura italiana
Sciascia, nelle Parrocchie di Regalpetra, descrive un conflitto di campanile tra regalpetresi e castrensi in occasione di una Peregrinatio della Madonna di Fátima: un banale contrasto d'opinioni sfocia in una rissa con insulti e bestemmie al cospetto dell'immagine sacra, e solo per puro caso non costa ai comunisti - intervenuti in prima linea nei disordini - il disastro completo alle elezioni.

## Statue ancora esistenti

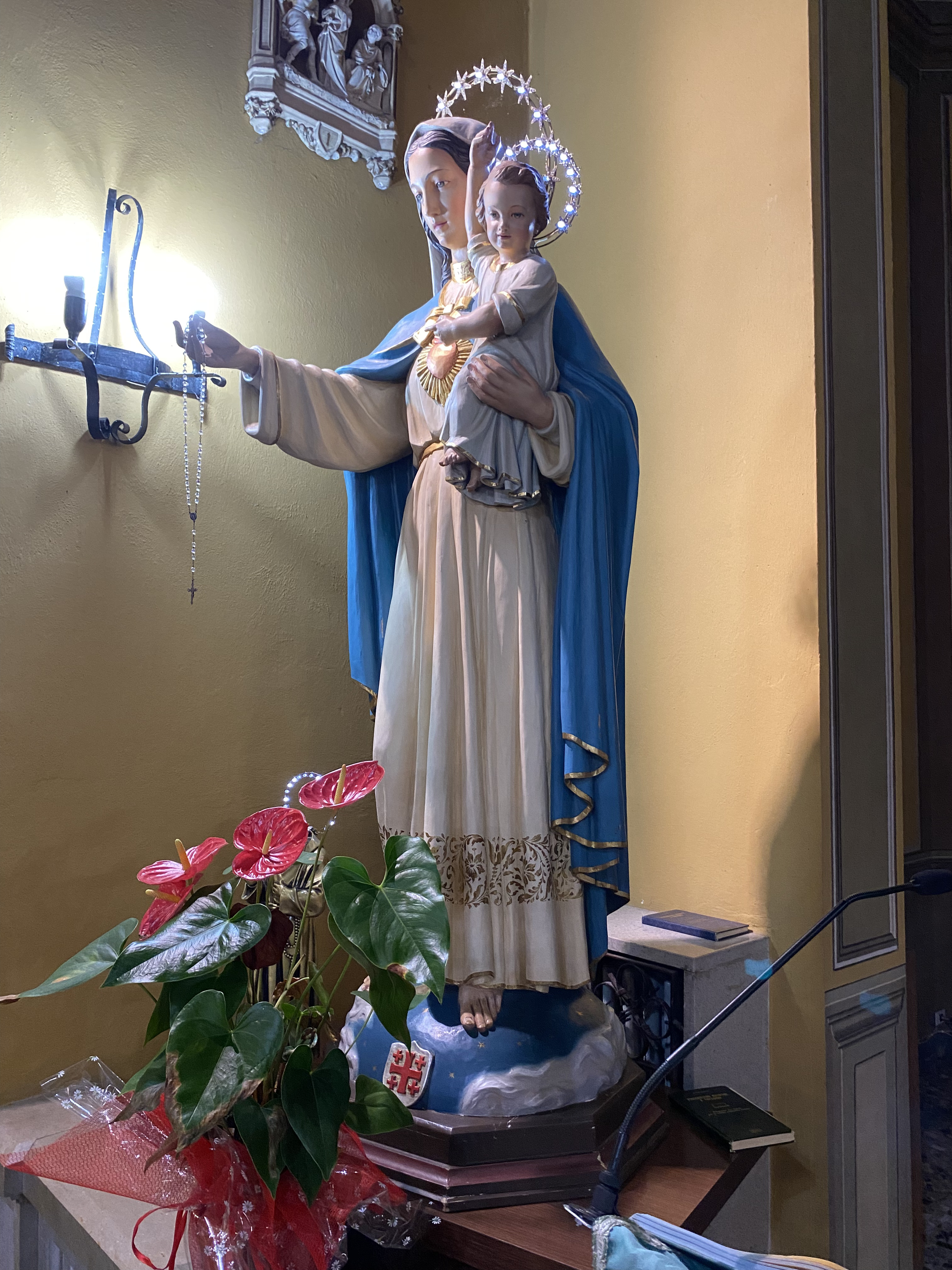
Madonna Pellegrina d'Italia

Alcune statue realizzate a cura dei cavalieri del Ordine Equestre del Santo Sepolcro possono essere ancora ammirare in questi luoghi:
- Bareggio (MI), presso il santuario della Madonna mutilata[15] (statua in legno realizzata dagli artigianelli alta 2 metri)
- Pavia, presso la cappella del Policlinico San Matteo[16](statua in legno di Ortisei)
- Desio, presso il santuario della Madonna Pellegrina[17] (statua in legno di Ortisei)
- Coldirodi (IM) presso la cappella[18](replica in legno, l'originale bruciata durante una processione)
- Novara, presso la parrocchia della Madonna Pellegrina[19](statua in legno)
- Gropello Cairoli (PV), presso la chiesa di san Rocco all'esterno (statua in pietra)
- Casteggio (PV), presso la chiesa del sacro cuore (statua in pietra)
- Milano, presso sede dell'Ordine del Santo Sepolcro[20] (statua in pietra con mutilazione del braccio)
- Messina, presso l'ex ospedale Lorenzo Mandalari, oggi Cittadella della Salute dell'A.S.P.
- Venetico Marina (ME), presso la chiesa parrocchiale di S. Maria del Carmelo